# Trygve Lie (dokumentarfilm)
|  | Denne artikel er oprettet af botten Steenthbot ud fra en ekstern database. Den kan derfor have sproglige fejl eller mangler. Denne skabelon kan fjernes efter kontrol af indholdet. |

Trygve Lie er en dansk dokumentarisk optagelse fra 1946.

## Handling
Den norske politiker og forhenværende udenrigsminister Trygve Lie (1896-1968) holder tale i København kort efter, at han er blevet udnævnt som den første Generalsekretær for FN, oktober 1946.

## Medvirkende
- Trygve Lie